# Luis Guadalupe
Luis Alberto Guadalupe Rivadeneyra (Chincha Alta, 3 aprile 1975) è un ex calciatore peruviano, ex difensore.

## Carriera

### Club
Ha giocato prevalentemente nell'Universitario de Deportes, con il quale ha conquistato tre titoli nazionali; ha giocato anche per il K.V. Mechelen in Belgio e per il Veria FC in Grecia. Dal 2008 gioca nel Juan Aurich.

### Nazionale
Dal 1999 al 2005 ha giocato nella nazionale di calcio peruviana.

## Palmarès

### Club

#### Competizioni nazionali
- Campionato peruviano: 3

Universitario: 1998, 1999, 2000
Juan Aurich: 2011

### Nazionale
- Kirin Cup: 1

2005